# ハンス・ケーニヒ

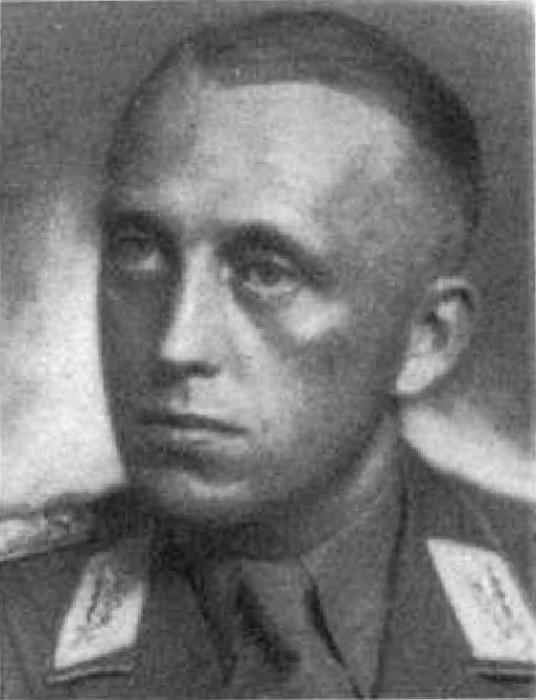
ハンス・ケーニヒ

ヨハン・カール・アーロン・"ハンス"・ケーニヒ（Johann Karl Aron "Hanns" König, 1904年8月8日 - 1939年2月5日）は、ドイツの政治家。大管区指導者ユリウス・シュトライヒャーの副官だった人物。突撃隊隊員でもあり、最終階級は突撃隊上級大佐である。

## 経歴
ニュルンベルク生まれ。中等学校を出た後、チーズ配送員、銀行員、商人として働く。またケーニヒは国家社会主義ドイツ労働者党と帝国旗団に参加しており、1925年にナチ党が再建されると再入党している（党員番号13,082）。また1925年に突撃隊に入隊した。1928年から1930年まで大管区指導者ユリウス・シュトライヒャーのお抱え運転手となり、その後副官となった。1933年4月から1935年10月1日の間ニュルンベルク市議会議員となる。その後評議員となり彼の死まで務めた。同時に劇場担当ニュルンベルク都市参事官及びフランケン大管区指導者シュトライヒャーの幕僚長となる。1933年11月の選挙で第26選挙区（フランケン）選出の国会議員となる。1936年4月20日に突撃隊上級大佐に昇進。1939年2月5日にシュトライヒャーの汚職事件調査開始前にニュルンベルクで自殺した。